# Cantons-de-l'Est (Québec)
Ne doit pas être confondu avec la région administrative de l'Estrie
Pour les articles homonymes, voir Canton (homonymie) et Cantons de l'Est.
Les Cantons-de-l'Est sont une région touristique, naturelle et historique du sud du Québec. Son territoire correspond à peu près à celui de la région administrative de l'Estrie. Avant juillet 2021, les territoires de ces deux régions différaient : les municipalités régionales de comté de Brome-Missisquoi et de La Haute-Yamaska étaient plutôt rattachées à la région administrative de la Montérégie.
Le nom des « Cantons de l'Est » vient de l'adoption du système de tenure britannique, le canton, par les autorités coloniales à la suite de l'arrivée de colons loyalistes qui se sont établis dans cette région après l'indépendance des États-Unis. À l'époque, le Québec rural francophone utilise la tenure française, c'est-à-dire le système des rangs.
Historiquement, la région couvrait les 10 comtés suivants : Arthabaska, Brome, Compton, Drummond, Frontenac, Mégantic, Missisquoi, Shefford, Stanstead et Wolfe.

## Histoire

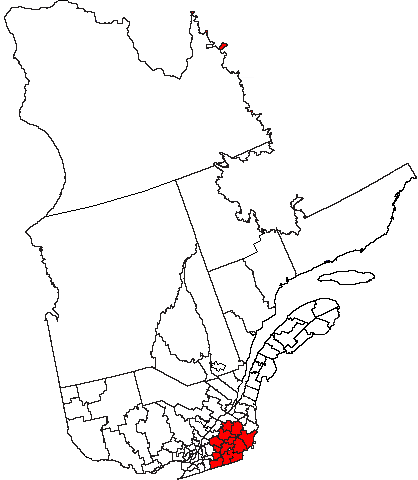
Localisation des Cantons-de-l'Est au Québec.

### Les peuples abénaquis
Avant la colonisation par les Européens, ces terres étaient habitées et fréquentées par des peuples abénaquis (Aki pour Est, Waban ou Woban pour aurore, clarté ou blancheur. Ce serait donc les habitants de la terre de l'aurore). Ces terres étaient considérées comme un territoire de chasse ou un lieu de passage par les Abénaquis qui arrivaient des Treize Colonies ou ceux installés au village de Saint-François. Sous le Régime britannique, ils continuent de le fréquenter, mais de moins en moins souvent.

### La Révolution américaine: l’arrivée des loyalistes
La guerre d’indépendance débute en 1775 dans les Treize Colonies qui veulent se libérer de la tutelle de la Couronne britannique. En 1783, la signature du traité de Paris consacre leur indépendance et marque la naissance des États-Unis.
Certains Anglo-Américains souhaitent toutefois demeurer fidèles à la Couronne alors que d’autres sont chassés de leurs terres par les révolutionnaires. Une fois la paix conclue, des milliers de loyalistes ou d’Anglo-Américains attirés par les promesses d’un avenir meilleur quittent le Vermont ou le New Hampshire pour la province de Québec. Ils se réfugient temporairement à Sorel ou à Montréal.
Parmi ces loyalistes, il y a entre autres John Coffin, Abraham Hyatt, Isaac Salls, Philip Derick, le colonel Henry Ruiter, John Savage, John Dewer, le major Duncan Cameron, George et John Titemore pour ne nommer que ceux-là.
Le gouverneur Frederick Haldimand fait d'abord preuve de prudence face à cette vague de nouveaux arrivants. Tout en leur venant en aide en raison de leur loyauté, Haldimand souhaite les éloigner de la frontière américaine, dont le tracé est encore imprécis, et laisser la région inhabitée. Des loyalistes choisissent la baie de Quinte (Ontario), d'autres la baie des Chaleurs.

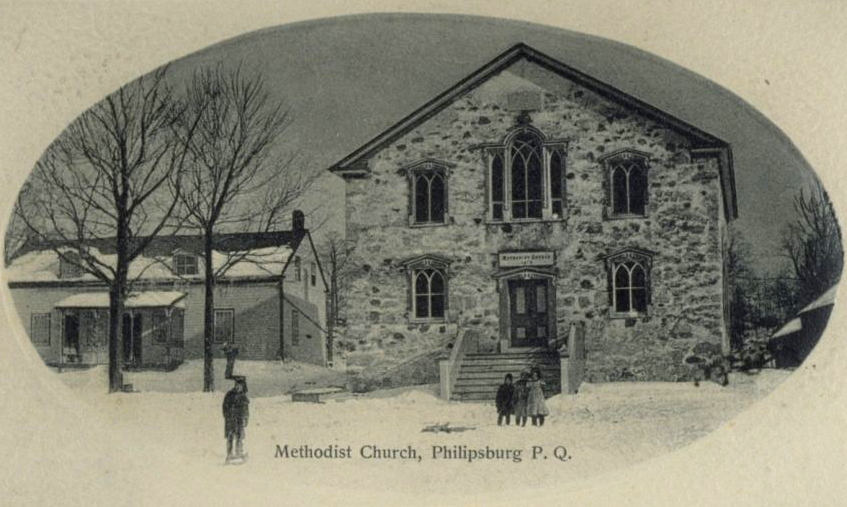
Philipsburg est l'un des premiers villages fondés par les loyalistes.

Quelques familles décident plutôt de s’installer autour de la baie Missisquoi. La seigneurie de Noyan, qui appartient à Gabriel Christie et à John Caldwell, reçoit bon nombre de loyalistes. La seigneurie de Saint-Armand, propriété de Thomas Dunn, est également un lieu d’installation prisé. Dès 1784, le village de Philipsburg y prend forme.
Or, en dehors des seigneuries, un vaste espace de terres fertiles demeure non concédé. Il est rapidement convoité par les loyalistes, qui adressent des dizaines de pétitions aux administrateurs coloniaux pour y obtenir des concessions de terres.

### Ouverture de la colonisation en 1792
Ce n’est qu’en 1791, avec la nouvelle constitution, que la question est tranchée. L’Acte constitutionnel divise la province de Québec en deux colonies : le Haut et le Bas-Canada. Si dans le Haut-Canada les terres sont concédées en franc et commun socage, au Bas-Canada, elles pourront soit continuer à l’être selon le régime seigneurial ou soit l'être en franc et commun socage.
Le 7 février 1792, le lieutenant-gouverneur Alured Clarke proclame l’ouverture des terres de la Couronne. Cette proclamation précise par ailleurs que les cantons seront divisés en carrés faisant 17 km de chaque côté. Chacun d’entre eux doit réserver une partie des terres à la Couronne et au clergé protestant. À ce moment, 500 à 600 Anglo-Américains sont disséminés dans les seigneuries de Foucault, Noyan et Saint-Armand dans l’attente de terres.
Dans la foulée de cette annonce, le Conseil exécutif forme le Comité des terres qui est dès lors chargé de recevoir et d’examiner les demandes de concession dans les Cantons de l’Est. Elles devront répondre à une démarche particulière. Un chef représentant un groupe d’associés doit ainsi présenter une pétition demandant un canton. Ce chef avance les fonds pour payer les dépenses d’arpentage et l’établissement des familles. Il sera plus tard dédommagé par une portion de terres concédées. Dès le 29 mars, Gilbert Hyatt dépose une demande pour le canton d’Aston en son nom et en celui de ses associés. Elle sera suivie de plusieurs autres dans les prochaines semaines.
Plusieurs loyalistes sont impatients d’occuper les terres demandées et se fient aux seules autorisations d’arpentage pour ce faire. C’est le cas de Gilbert Hyatt mais aussi de Josiah Sawyer, chef du canton d’Eaton. En 1793, ils quittent tous deux la baie Missisquoi avec leur famille et amènent leurs associés s’installer dans le canton choisi. Or, ces Anglo-Américains vont demeurer dans l’attente souvent pendant une dizaine d’années avant d’obtenir enfin leurs titres de propriété. Certains vont multiplier les démarches bureaucratiques alors que d’autres s’installent sans autorisation sur un lot.
Thomas Spencer et Alexander Griggs prennent ainsi l’initiative de s’établir dans le sud de Sutton en 1792. John Savage fait de même à West Shefford et Isaac Lawrence dans le sud-est de Shefford, tandis qu’Ebenezer Hovey est à la tête d’un groupe qui s’établit dans le canton de Hatley en 1793. Ten Eyck défriche une partie du sud-est de Dunham en 1794. Jonathan Hart s’installe entre-temps dans le sud de Brome et Nicholas Austin, à Potton puis à Bolton. En 1796, Jesse Pennoyer défriche l’ouest de Compton alors que Johnson Taplin occupe Stanstead Plain.
Malgré cela, en 1796, un seul canton a officiellement été concédé au Bas-Canada, celui de Dunham. Il appartient au conseiller législatif Thomas Dunn. La même année, des arpenteurs rapportent avoir constaté, lors de leurs tournées, que plusieurs cantons non concédés sont dans les faits occupés et défrichés illégalement. Le Comité des terres émet une proclamation exigeant l’abandon immédiat de ces terres.
En apprenant la nouvelle, des défricheurs, délégués par une trentaine de cantons parmi lesquels on retrouve Gilbert Hyatt, se regroupent le 28 novembre 1797 pour rédiger une pétition. Ils demandent au gouverneur Robert Prescott de suspendre la proclamation. Ce dernier se montre sensible à leurs arguments et demande des règlements moins contraignants. Si la proclamation ne fut finalement pas mise à exécution, cela n’a pas empêché le gouverneur Prescott et le Comité de s’affronter sur la question de la concession des terres du Bas-Canada au cours des mois suivants.
Les installations dans les cantons se poursuivent de plus belle. En 1797, Moses Copp s’installe à Georgeville. L’année suivante, Jacob Ruiter prend racine à Cowansville, Avery Denison et Elmer Cushing défrichent Shipton. Le territoire de Melbourne est occupé en 1799 alors que le colonel Henry Ruiter s’établit sur celui de Mansonville et Dunkin.
En 1799, Hugh Finlay évalue qu’environ 2000 personnes seraient installées dans des cantons non concédés, et ce, sans posséder les titres requis. Elles se trouvent majoritairement à l’est du lac Memphrémagog. Cela entraîne toutefois quelques concessions. Les cantons de Brome, Bolton et Potton sont ainsi concédés officiellement en 1797, Farnham en 1798 et Clifton en 1799.
Prescott est rappelé en 1799 à cause de ses affrontements avec le Conseil exécutif bas-canadien au sujet des concessions des terres dans les cantons. Ce n’est que sous l’administration du lieutenant-gouverneur Robert Shore Milnes, de 1799 à 1808 que les concessions connaissent une véritable impulsion. Le Comité des terres accorde les droits de propriété dans une quarantaine de cantons durant cette période. Orford est concédé en 1801 et Ascott en 1803. Enfin, Gilbert Hyatt a obtenu le titre tant attendu depuis dix ans.
Le Comité des terres commence également à octroyer des concessions de milliers d’hectares à des personnes en particulier – des marchands, des administrateurs coloniaux et même des membres du Conseil exécutif et du Comité des Terres. S’ils les reçoivent gratuitement, plusieurs en profitent pour spéculer et les revendre afin d’en tirer profit. Le gouverneur Milnes lui-même n’est pas étranger au phénomène.
Les ouvertures de canton se multiplient. En 1800, John Brill choisit Bolton-Ouest tandis que Jonathan Ball et Gilbert Hyatt développent les terres de Hyatt’s Mill (plus tard Sherbrooke), Dudswell est défriché par les Bishop, Windsor par Josiah Brown et Kingsey par les Wadleigh. Samuel Gale et ses associés ouvrent pour leur part Farham en 1802 et Simon Stevens, Kirkdale en 1805.

### Un premier réseau routier

#### Les chemins des pionniers
Quand les cantons sont ouverts au peuplement en 1792, les seules voies de pénétration du territoire sont les rivières et les lacs. Les administrateurs coloniaux ne prévoient pas ériger de routes permettant d’y accéder. Ils laissent plutôt cela à l’initiative des loyalistes américains. Le premier à prendre les choses en mains est John Savage qui fait ouvrir, en 1793, une piste à travers la forêt allant de Saint-Armand à West Shefford en passant par Dunham et Farnham. Un chemin traversant Sutton, Bolton puis Hatley et se rendant au sud d’Ascot vient s'y joindre. Il a été initié par Gilbert Hyatt. D'autres les imitent bientôt dans Potton, Stanstead, Barnston et Hereford.
Une fois ces chemins primitifs locaux tracés, plusieurs habitants des cantons aimeraient mettre un terme à leur isolement du reste de la colonie bas-canadienne. Ainsi, en 1797, des résidents de Philipsburg tentent en vain de trouver le financement pour établir un chemin qui relierait Saint-Jean-sur-Richelieu à la baie Missisquoi.
Le réseau local continue pour sa part de se développer à l'initiative des immigrés américains. En 1802, un chemin est ouvert d’Ascot vers les cantons de Brompton, Shipton et Windsor. Trois ans plus tard, en 1805, une route fait la liaison avec la frontière américaine par les cantons d’Ascot, Banrston, Compton, Hatley et Stanstead. Enfin, un chemin reliant Stanstead au lac Memphrémagog est établi en 1807. Établir des chemins n'est pas tout. Des résidents de Saint-Armand et de Standbridge se regroupent en 1808 afin de veiller à l'entretien de la route par le biais d'un péage.

#### Le chemin Craig

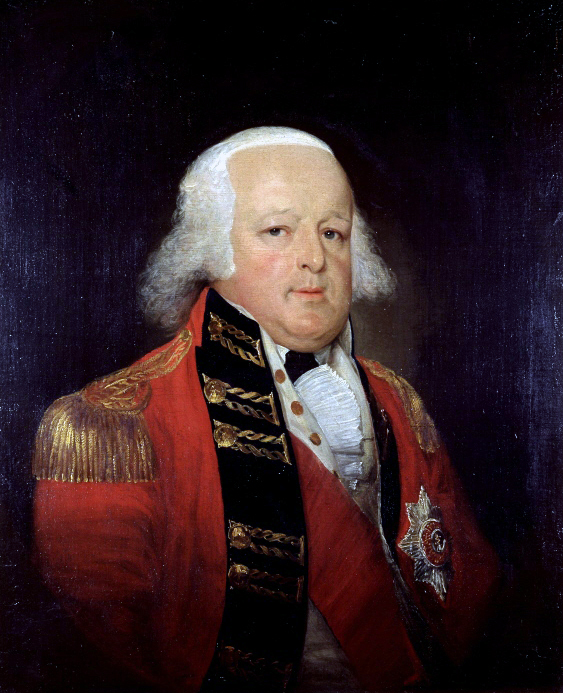
James Henry Craig fait ériger un chemin en 1810.

En 1810, le gouverneur James Henry Craig décide de faire appel à l’armée britannique afin d’ouvrir un chemin pour se rendre dans les cantons à partir des seigneuries. La tâche échoit au major Robinson qui y travaille avec 180 soldats. Le chemin Craig, en hommage au gouverneur, a été frayé « à travers d’anciennes forêts, faisant un bon chemin de voitures de Québec à Shipton, dans le district de Trois-Rivières ». Ouvert en 1810, il sera régulièrement réparé au cours des années suivantes.

#### La poste
L'établissement de ces routes permet la mise en place d'un premier service postal en 1817. Une fois par semaine, il est assuré entre Trois-Rivières et Stanstead en passant par Drummondville et Sherbrooke.

### Une immigration américaine et britannique après la guerre de 1812
Jusqu’en 1812, les immigrés qui s'établissent dans les Cantons de l'Est proviennent surtout du New Hampshire, du Connecticut, du Massachusetts, de New York et du Vermont. Ils quittent le plus souvent en famille ou par petits groupes de voisins et d'amis. Or, lorsque la guerre débute en 1812, la frontière entre le Bas-Canada et les États-Unis ferme. Ceci a bien sûr des conséquences sur l'arrivée des immigrants américains, qui est presque nulle durant quelques années.
Dans les années 1820, le développement reprend. De nouveaux immigrants arrivent du Vermont ou du New Hampshire et les fils et les filles des loyalistes et des Américains de la première génération défrichent de nouvelles terres à proximité de leur lieu d'origine ou dans les cantons voisins. Granby connaît ses débuts grâce à l'impulsion de Richard Frost tandis que Sila Dickerson fonde le premier journal régional à Stanstead en 1823.
D'autre part, après 1815, des Britanniques, des Irlandais et des Écossais - telles que les familles McCarthy, Griffith, Harriman, Mulvena et Murdock - commencent à venir s'installer dans les cantons, essentiellement près de Sherbrooke, dans la région de Richmond et dans les cantons de Leeds, Ireland et Inverness.

#### William Bowman Felton
Le gouvernement britannique souhaite de plus gratifier des militaires qui ont pris part aux guerres napoléoniennes. Pour lui, les Cantons de l'Est sont le lieu tout désigné. Si le colonel Frederick Heriot développe un établissement près de la rivière Saint-François (le futur Drummondville), l'ancien officier britannique William Bowman Felton reçoit une concession dans le canton d’Ascot en 1815. Sur un terrain qu’il nomme Belvidere, Felton fait établir sa propriété par une soixantaine de Britanniques, qui s'engagent pour 3 ans contre la promesse d'obtenir une concession, et de nombreux Canadiens. Felton s’y installe avec sa famille.
Au fil des ans, le gouvernement britannique lui octroie d’autres concessions si bien qu'en 1830, Felton posséderait des titres de propriété sur près de 16 000 acres dans le canton d’Ascot. Ses enfants ne sont pas en reste. Ils ont près de 11 000 acres dans le canton d’Orford.
En 1825, William Bowman Felton fonde une compagnie de colonisation - la Lower Canada Land Company. Il y intéresse plusieurs Londoniens. Deux ans plus tard, il est nommé commissaire des terres de la Couronne pour le Bas-Canada. Entre-temps, bien qu'il ne soit plus impliqué dans la compagnie, celle-ci périclite rapidement.

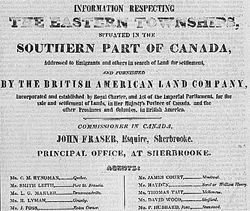
Publicité de la British American Land Company.

#### La British American Land Company
Malgré un premier échec, des marchands britanniques décident de fonder la British American Land Company (BALC) afin de développer la région. En 1833, le gouvernement britannique lui accorde plus de 320 000 hectares de terres. La compagnie ouvre un bureau dès l'année suivante, qui sera établi à demeure à Sherbrooke. Grâce à des agents recruteurs et à diverses campagnes publicitaires, la BALC parvient à faire venir de nombreux immigrants britanniques dans les cantons. La compagnie s'occupe du défrichement, de la construction de routes et d'infrastructures en plus de fonder les villages de Robinson et de Victoria dans le canton de Bury. Elle acquiert également, en 1838, la plupart des propriétés de Sherbrooke des mains de la veuve de Felton.

Les Cantons de l'Est en 1839.

À l'aube de l'union des deux Canadas en 1840, les Cantons de l'Est sont peuplés aux deux tiers par une population d'origine américaine. Les Britanniques arrivent deuxièmes en ordre d'importance. Les Canadiens français sont quant à eux quasi absents de la région (ils seraient environ 10 %). En 1844, la population totale des cantons est évaluée à 55 980 personnes.

### Le terme «Cantons de l'Est»
Pendant un peu plus d'un siècle, on a affirmé que l'auteur Antoine Gérin-Lajoie, en 1858, aurait introduit le terme Cantons de l'Est. Cette hypothèse est encore relayée par de nombreuses sources d'autorité, comme le site de la Commission de toponymie du Québec. Toutefois, en 2023, le linguiste québécois Gabriel Martin a démenti la proposition séculaire, en révélant que la forme Cantons de l'Est apparaît dans un texte de l'historien Michel Bibaud dès 1829, au moment où Gérin-Lajoie n'avait que 5 ans. Selon le même linguiste, le canadianisme sémantique canton aurait véritablement commencé à se répandre dans l'usage en remplacement de township au milieu des années 1850, tout juste avant la parution du roman de Gérin-Lajoie.
De 1967 à 1981, les Cantons-de-l'Est (et non plus Cantons de l'Est) sont reconnus comme une région administrative (région 05).
En 1981, après consultation, la Commission de toponymie du Québec renomme la région « Estrie ». Le nom est également adopté par la région touristique et l'organisme responsable. Le terme « Estrie » (mot-valise de « est », point cardinal, et « trie », une terre en jachère) est créé en 1946 par Maurice O'Bready qui travaille alors pour la Société historique des Cantons de l'Est (aujourd'hui connue sous le nom de Société d'histoire de Sherbrooke),.

### Réorganisation des régions administratives
En 1987, lors de la réorganisation des régions administratives et municipalités régionales de comté (MRC), certains cantons apparaissent officiellement en dehors de la région administrative de l'Estrie :
- Arthabaska, Drummond, et une partie des comtés de Wolfe et de Mégantic, sont maintenant situés dans la région Centre-du-Québec ;

- l'autre partie du comté de Mégantic est située dans la région de Chaudière-Appalaches ;

- les comtés de Shefford et de Missisquoi étaient situés dans la région de la Montérégie.

À partir de 1996, les autorités régionales touristiques reprennent le nom et les limites de l'ancienne région des Cantons-de-l'Est dans leurs publications. Cette décision ne change toutefois en rien le nom et les limites de la région administrative de l'Estrie.
Après plusieurs années de consultations et d'analyses, il est décidé en juillet 2021 que les territoires des MRC de Brome-Missisquoi et de La Haute-Yamaska seraient dorénavant rattachés à la région administrative de l'Estrie. Certains y voient un rattachement naturel de ces secteurs à leur région d'origine.